# Redmi Note 10T
Redmi Note 10TはXiaomiが開発し、2022年4月14日に発表、4月22日,26日に発売したAndroid搭載スマートフォンである。

## 概要
Xiaomiは2022年4月14日に行われたTwitterのライブ配信にて発表された「Redmi Note 10T」を日本市場に投入することを発表し、ソフトバンク版は同月4月22日に、SIMフリー版は4月26日に発売した。
価格は税込27,360円となっている。
OSは、Android 11をベースにしたMIUI 13が初期搭載された。
画面は6.53インチのディスプレイを採用しており、筐体側面に指紋認証センサーを搭載している。
背面カメラは5000万画素のメインカメラ、200万画素の深度カメラ2眼カメラが搭載され、1080Pまたは720Pで最大30fpsの動画撮影が可能になっている。
前面カメラも搭載されている。
USB Type-Cを充電・通信ポートに採用するほか、3.5mmイヤホンジャックやFeliCa（おサイフケータイ® 対応）や赤外線通信機能を備えている。
バッテリー容量は5,000mAhの大容量バッテリーが搭載されており、最大18Wの急速充電に対応している。
無線通信は、モバイルデータ通信において、デュアルSIM（nano-SIMとeSIMの組み合わせ）に対応し、このほかWi-Fi 5とBluetooth 5.1に対応する。
SIMカードのサイズは、nano-SIMであり、eSIMにも対応している。
【出典】
- 「Redmi Note 10T」と「Redmi Note 11」、どこが同じで何が違う？[2]

## デザイン

### カラーバリエーション
カラーはアジュールブラック、ナイトタイムブルー、レイクブルーの3色を展開している。
| カラー | カラーネーム       |
| ------ | ------------------ |
|        | アジュールブラック |
|        | ナイトタイムブルー |
|        | レイクブルー       |

## 技術仕様

### 本体
- 高さ：163 mm
- 幅：76 mm
- 厚さ：9.0 mm
- 重量：198 g

### RAM/ROM
- RAM：4GB
- ROM：64GB
- 外部ストレージ：microSDXC 最大1TB

### バッテリー
- バッテリー容量：5,000mAh
- 連続通話時間：約3,000分（4G LTE〔FDD-LTE〕）
- 連続待受時間：約675時間（4G LTE〔FDD-LTE〕） 　　　　　　　約667時間（AXGP）
- 充電時間：約155分（USB Type-C PD-PPS対応 ACアダプタ）

### 無線通信

#### SIM
- デュアルSIM（nano-SIM&eSIM）対応
- eSIM対応

#### 対応周波数
- 2G（GSM）：2/3/5/8
- 3G（W-CDMA）：1/2/4/5/6/8
- 4G LTE（FDD）：1/2/3/4/8/12/17/18/19/26/28
- 4G LTE（TDD）：38/40/41（2545-2650MHz）/42
- 5G NR（Sub-6）：n3/n28/n77/n78

4G対応周波数において、日本の通信事業者大手4キャリア（docomo, au, SoftBank, 楽天モバイル）の主要バンド（Band1/3/8/18/19/26）はすべてカバーしている。
5G周波数においては、新たに割り当てられた5G用周波数（3.7GHz帯/4.5GHz帯）のうち、docomoのn79とau（KDDI）の追加割り当てのn40以外はすべてカバーしている。
4Gの5G転用の周波数については、au（KDDI）,SoftBankのn3・docomo,au（KDDI）,SoftBankのn28に対応している。このほかの転用5Gについては非対応である。

#### Wi-Fi / 近距離無線通信
- Wi-Fi 5（IEEE802.11a/b/g/n/ac）2.4GHz/5GHz
- Bluetooth 5.1
- FeliCa（おサイフケータイ® 対応）

#### 衛星測位システム
GPS: L1, GLONASS, BeiDou, Galileo, NavIC
A-GPS補助測位 | 電子コンパス | 無線ネットワーク | データネットワーク

### メディア

#### オーディオ
3.5mmイヤホンジャック

#### オーディオ再生
3GPP, MP4, MP3, M4a, AMR, WMA, AIFF, DSF, DFF, ASF, OGG Vorbis, WAVE, MIDI, XMF, RTTTL／RTX, OTA, iMelody, ADTS raw AAC, FLAC, ALAC, APE, GSM, Opus, APE

#### センサー
近接センサー, 周囲光センサー, 加速度センサー, ジャイロスコープ, 電子コンパス, コイン振動モーター, 赤外線ブラスター

#### 同梱物
- 〔SIMフリー版〕 保護ケース（試供品）, SIM取り出しツール（試供品）, クイックスタートガイド, 保証に関するお知らせ
- 〔SoftBank版〕 SIM取り出し用ピン（試供品）, ソフトケース（試供品）, クイックスタート, お願いとご注意